# 阿波拉基火山
阿波拉基火山（英語：Apolaki Caldera）是一個直徑150公里的破火山口，是世界上最大的破火山口。它位於賓漢隆起內，由菲律賓海洋地球物理学學珍妮·安妮·巴雷托及其團隊於2019年發現。「阿波拉基」（Apolaki）在菲律賓語中的意思是「巨人領主」，也是菲律賓神話和菲律賓本土民間宗教中某些萬神殿中太陽神和戰神的名字。該火山已停止活動數百萬年。

## 地質歷史
重量分析顯示賓漢隆起，正如這個海底山脈的名稱，是由一層九英里厚的岩漿岩和火山岩所構成。岩石樣本的年齡從4,790萬年到2,600萬年不等，當時火山活動構成了這個山脈。